# Thrixopelma lagunas
Thrixopelma lagunas là một loài nhện trong họ Theraphosidae.
Loài này thuộc chi Thrixopelma. Thrixopelma lagunas được miêu tả năm 2010 bởi Schmidt & Rudloff.